# Hasret
Hasret (prononcé Assrette) est un prénom turc féminin et, plus rarement, masculin.[à vérifier].

## Étymologie
La signification du prénom Hasret est « nostalgie » ou « manque intense »[réf. souhaitée].

## Personnalités portant le prénom
- Pour l'ensemble des articles sur les personnes portant ce prénom, consulter :
  - la liste des articles dont le titre commence par ce prénom
  - les listes produites par Wikidata : Liste des personnes de prénom « Hasret » — même liste en incluant les éventuels prénoms composés qui contiennent « Hasret ».